# Крассовский, Эдуард-Антон Яковлевич
Крассовский Эдуард-Антон Яковлевич (1821—1898) — академик, лейб-акушер, действительный тайный советник, гинеколог, акушер, один из основоположников научного акушерства и оперативной гинекологии в России.

## Образование
Родился в селе Грозовка, Слуцкого уезда Минской губернии 6 (18) марта 1821 года  в семье крепостных. Отец - Яков (Якуб) Крассовский, мать - Елена из Смельских. В июне 1838 года семья получила вольную.
В 1840 году окончил Слуцкую гимназию и уехал в Санкт-Петербург продолжать математическое образование на физико-математическом факультете университета. Однако по совету своего дяди А. Г. Корбута стал учиться на казённый счёт в Медико-хирургической академии, где, не являясь непосредственным учеником Н. И. Пирогова, развил в акушерстве и гинекологии идеи великого русского хирурга и педагога, способствовал продолжению и расширению пироговской хирургической школы. После окончания академии в 1848 году со степенью лекаря, был определён младшим ординатором Красносельского военно-сухопутного госпиталя. Командировался в Царскосельский военный госпиталь и дважды в Ораниенбаумский. В конце 1849 года с целью приготовления к экзамену на степень доктора медицины был прикомандирован ко 2-му Военно-сухопутному госпиталю с назначением ординатором клиники акушерства, женских и детских болезней. В апреле 1852 года защитил диссертацию на тему «Melatemato quaedam de uteri ruptura» и получил степень доктора медицины и до 1854 года занимал должность городского акушера; работал в Петербургской, Выборгской и Охтенской частях города. В 1854 году утверждён адъюнкт-профессором кафедры акушерства, женский и детских болезней  Медико-хирургической академии. В 1856 году был командирован за границу, где занимался в Вюрцбурге, Париже, Вене и в различных университетах Германии.
После возвращения в Россию в 1857 году был назначен исправляющим должность ординарного профессора Медико-хирургической академии (вместо А. А. Китера); в 1860 году был утверждён в должности и занимал её до 1875 года. С 1865 года стал издавать «Курс практического акушерства».
В 1866 году пожалован в лейб-акушеры. В 1871 году был назначен на должность директора Петербургского родовспомогательного заведения, которым руководил до конца жизни. Организовал в нём гинекологическое и изоляционное отделения, что привело к резкому снижению смертности среди рожениц — с 5,0 до 0,3 процента (к 1895). В 1872 году ему было присвоено звание академика Медико-хирургической академии.
Умер 1 (13) апреля 1898 года в своей квартире в здании Петербургского родовспомогательного заведения. Похоронен на Казанском кладбище в Царском Селе (ныне г. Пушкин).

## Медицинская деятельность
Крассовский по справедливости считается самым выдающимся русским акушером XIX века. Он поднял на большую высоту оперативное акушерство и оперативную гинекологию в России и в этом отношении стал авторитетом во всем ученом мире.
Особенную славу он приобрёл как один из самых ранних и выдающихся овариотомистов. В 1862 году он впервые произвёл овариотомию с благополучным исходом и разработал оригинальный способ этой операции. Крассовский произвёл более 800 операций, что составляло для того времени огромную цифру. Также Крассовский занимался вопросами исследования матки зондом, лечением при искривлении матки, предохранением промежности при родах производством надрезов и другими.
Крассовский был инициатором основания первой в России кафедры педиатрии. Также выступил инициатором создания Пироговского общества и стал его первым председателем.
В 1881 году создал денежный фонд Московско-Петербургского медицинского общества (Пироговского). В 1883 году назначен попечителем городских родильных приютов Петербурга.
В  1886 году основал (совместно с К. Ф. Славянским) Петербургское акушерско-гинекологическое общество, в котором председательствовал несколько лет. В 1887 году  Крассовский основал «Журнал акушерства и женских болезней» и был избран его редактором.

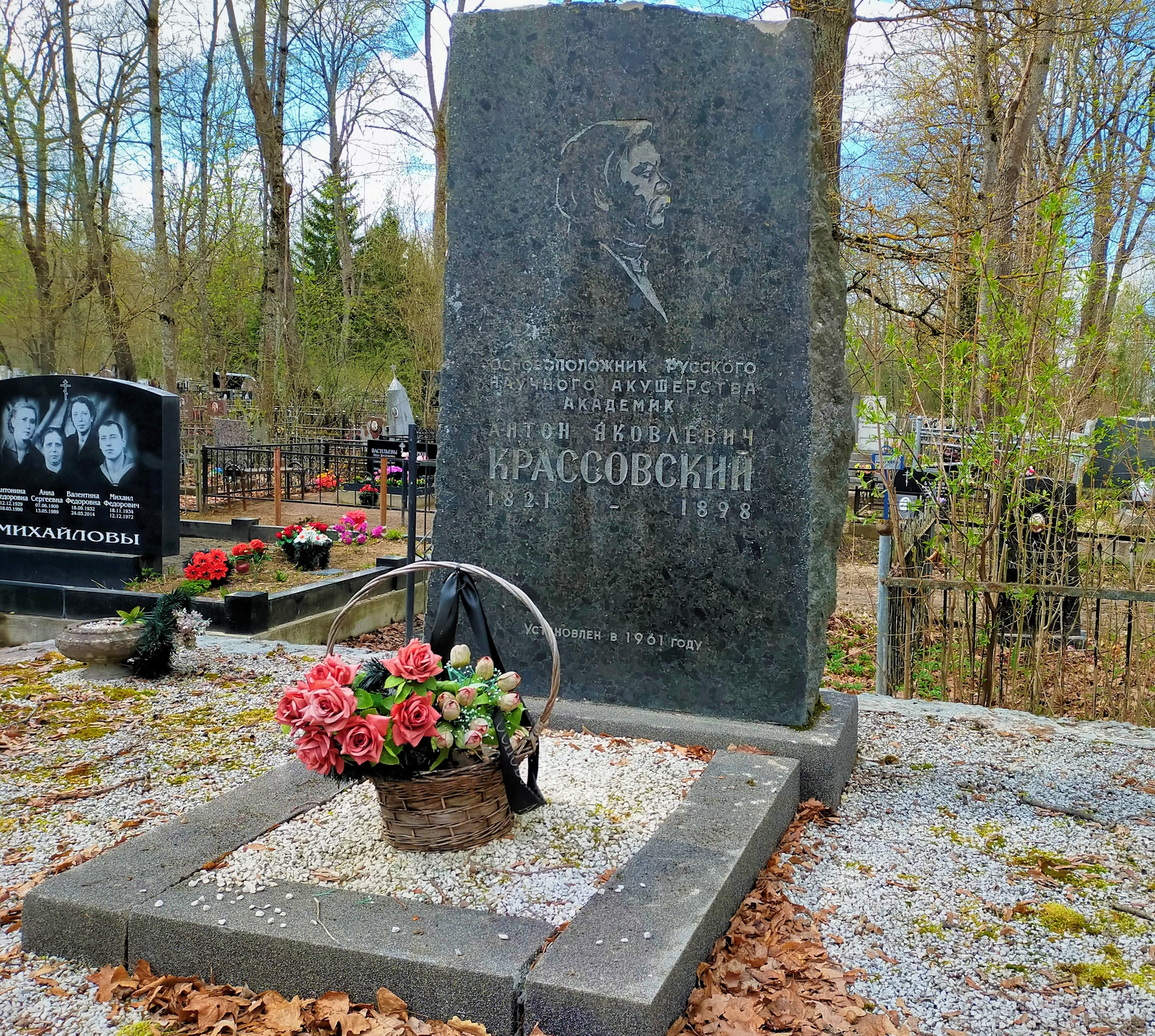
Памятник на могиле Э-А.Я Крассовского, Казанское кладбище

Крассовский является автором 56 научных трудов.

## Основные научные труды
- «Курс практического акушерства» (СПб., 1865). Издание I (первый выпуск)
- «De l’ovariotomie» (фр.) (с атласом, 1868; позднее вышло и на русском языке)
- «Курс практического акушерства» (СПб., 1870). Издание I (второй выпуск)
- «Оперативное акушерство» (1875). Издание II
- «Оперативное акушерство со включением учения о неправильностях женского таза» (СПб., 1885). Издание III
- «Оперативное акушерство со включением учения о неправильностях женского таза» (СПб., 1889. Издание IV

## Награды и звания
- Награждён орденом Александра Невского.
- Почётный член 30 русских и иностранных научных обществ.
- Член-корреспондент Императорского медицинского общества в Париже, Общества акушеров в Берлине, Парижской медицинской академии, Лейпцигского акушерского общества.

## Память
- Имя носит клиника акушерства и гинекологии Военно-медицинской академии.